# 五大ファミリー
五大ファミリー(The Five Families)は、アメリカ合衆国ニューヨーク市に本拠を置く、マフィア（コーサ・ノストラ）によって構成される犯罪組織である。1931年のギャング抗争（カステランマレーゼ戦争）において、サルヴァトーレ・マランツァーノがライバルのジョー・マッセリアに勝利した時、ニューヨークに組織としての体裁が整ったシチリア系マフィアグループが5つ存在していた。1963年にジョゼフ・ヴァラキがマフィアの内情を暴露した時、その存在が一般に認知され、以後慣用的に五大ファミリーと呼ばれた。
ファミリーはボス、副ボス、相談役、幹部、構成員（ソルジャー）から成り、数百人数千人ともいわれる外部協力者がいる。ファミリー5グループの活動テリトリーはニューヨーク市全域に及び、境界線があるわけではなく重なり合い、また全米各地に拠点がある。
全米に24のマフィアファミリーが存在するとされるが（ヴァラキの証言）、1都市に5つのファミリーがあるのはニューヨークのみである。
五大ファミリーを代表するボスたちが集まって話し合う場はコミッションと呼ばれ、ファミリー間の縄張りその他問題解決のため不定期に開催されたが、ファミリー集合体としての権力機構や実権は無く、緩い連帯である。ファミリーボスは他ファミリーの問題に不干渉のスタンスをとり、又ボスの地位は互いに対等である。コミッションは古くは一般総会（General Assembly）などと呼ばれ、元々シチリアマフィアの日常慣行で、1900年代初頭から存在した。
五大ファミリーの始まりは、19世紀末から20世紀初頭に、ニューヨークの移民街に定着したシチリア移民に混じったマフィアが徒党を組んだのが発端で、故郷由来の地縁的な派閥が自然形成され、禁酒法時代にシンジケート化した。

## 形成過程

### 五大ファミリーの源流（移民時代　1890年代～1900年代）
アメリカ政府の移民政策によってイタリア移民が急増する18世紀後半よりアメリカ東海岸各都市に移民街が形成され、シチリアギャング（移民一世）が血縁を頼りに故郷が同じ者同士で徒党を組んだ。出身者の多いシチリア都市部を中心にパレルモ派閥、コルレオーネ派閥、カステランマレーゼ派閥などが形成された（他にシチリア南部のアグリジェント派閥などがあった）。移民の社会的地位の低さから、コルレオーネ派閥のモレロ一家がパレルモ派閥を取り込んだり全米に分散した移民マフィアと連絡し合うなど、派閥に制約されないシチリア人同士の強い連帯が見られた。初期ファミリーであるモレロ一家は、強請や密輸などの非合法活動を組織的に展開して突出した勢力になり、アメリカの組織犯罪（シンジケート）の走りとされた。
1.パレルモ派閥
米国に移民を運ぶシチリアの代表的な玄関がパレルモであり、米国の主な入港地がニューヨークだったため、ニューヨークにはパレルモ系のコミュニティが最も早く形成され、1880年代には既にパレルモ出身者のマフィアサークルがあった。1898年までニューヨークとブルックリンが別々の市だったため、一説にそれぞれ独立した派閥を形成したとされる。1910年のモレロの投獄後、数々の抗争で主役を演じ、一枚岩ではなく、非シチリア系ギャングの取り込みに積極的だった。マンハッタン（ニューヨーク）では、ロウアー・マンハッタン（ロウアーイーストサイド、イーストビレッジ）やイースト・ハーレムを拠点に、ブルックリンでは臨海区や南部を拠点にした。
サルヴァトーレ・ダキーラ（パレルモ市出身）の組織はダキーラの死後アル・ミネオ（同パレルモ市出身）を経てヴィンセント・マンガーノ（同パレルモ市）一家となった。一方アル・ミネオが元々率いていた組織またはフォンタナ（パレルモ近郊ヴィッラバーテ）の組織はサルヴァトーレ・ディベッラを経て1920年代後半ジョゼフ・プロファチ（ヴィッラバーテ）に受け継がれ、プロファチ一家となった。
2.コルレオーネ派閥
ジュゼッペ・モレロ率いるモレロ一家が1900年代初頭から一大勢力を形成し、イースト・ハーレムを拠点にロウアー・マンハッタン、南ブロンクスに勢力を広げた。パレルモ派閥も多数組織に取り込み、特にイニャツィオ・ルポはパレルモ出身ながらモレロ組織の重要幹部となった。
モレロ一家は、ロモンテ兄弟、テラノヴァ兄弟、ジョー・マッセリアを経てラッキー・ルチアーノが継ぎ、ルチアーノ一家となった。1910年代にモレロ一家より分派したガエタノ・レイナの一家は、1930年のレイナ暗殺後、トミー・ガリアーノが継いでガリアーノ一家となった。トーマス・ルッケーゼはパレルモ市出身でありながら若い頃モレロ一家と関係が深く、分派したレイナに追随した。
3.カステランマレーゼ派閥
ブルックリンの北部ウィリアムズバーグのシチリア系コロニーの中から1900年代半ばにマフィアファミリーが形成された。ファミリー創設メンバーはパレルモ近郊出身者だったが、次第にカステッランマーレ・デル・ゴルフォ（以下カステランマレーゼと略記）出身者が主流となった。ヴィト・ボンヴェントレが結成した殺人集団グッドキラーズ中心に同郷のブチェラート一家との抗争に明け暮れ、アメリカ北東部各地で多くの殺人を請け負った。パレルモ閥とコルレオーネ閥の長年の抗争に少なくとも表向きは巻き込まれなかった（水面下ではコルレオーネ閥に協力した）。コラ・シーロが長年ボスを務めたが、ステファノ・マガディーノの傀儡と言われた。本当のボスは、マガディーノでもマッセリアと戦ったサルヴァトーレ・マランツァーノでもなく、ヴィト・ボンヴェントレと考えられた。同郷分子がアメリカ北東部に散らばり、派閥の結束力が最も強かった。
カステランマレーゼ戦争終結後、ジョゼフ・ボナンノがボスを継ぎ、ボナンノ一家となった。

### 派閥争い　1910年代
1910年、モレロ一家のボス、ジュゼッペ・モレロが監獄送りになった時に権力の空白が生まれ、覇権争いが起きた。内通者サルヴァトーレ・クレメンテの証言によれば、当時のニューヨークは、モレロ一家、ダキーラ一家、アル・ミネオ一家、ニコラ（コラ）・シーロ一家の4つのグループがあり、ダキーラ一家を除く3者は互いに提携しているが、ダキーラ一家とは対立しているとした。
1912年当時：
- モレロ一家　　　　コルレオーネ系
- ダキーラ一家　　　パレルモ系
- アル・ミネオ一家　パレルモ系
- コラ・シーロ一家　カステランマレーゼ系

定説では、1910年にモレロやイニャツィオ・ルポが投獄された時、ロモンテ兄弟がモレロ一家を継ぐ一方で、パレルモ派閥はルポの後継者にサルヴァトーレ・ダキーラが頭角を現し、モレロに代わって全米リーダー（「ボスの中のボス」 Capo Di Capi）に選出された（それまでモレロが全米のマフィアリーダーだったとする。ニコラ・ジェンタイルの証言）。
ダキーラのボス選出に反発したアル・ミネオがコルレオーネやカステランマレーゼと同盟してダキーラに対抗し、ここにパレルモ派閥が2つに分かれた。「ダキーラのグループは何度も襲撃されており、これからも抗争が起きるだろう」と予言したクレメンテの言葉通り、その後流血抗争が起こり、モレロ一家を継いだロモンテ兄弟やジュゼッペ・フォンタナ（モレロ派だったがダキーラ派に寝返った）などが殺された。
1916年、モレロ一家がブルックリンのナポリ系カモッラの攻勢をうけ（マフィア－カモッラ戦争）、ハーレム108丁目からハーレム116丁目に拠点を移した時、108丁目に残ったコルレオーネ系のガエタノ・レイナが独自の派閥を形成し（現ルッケーゼ一家）、ここにコルレオーネ派閥が2つに分かれた。
ブルックリン臨海区・南部には世紀の変わり目以前からパレルモ派閥が形成され、アル・ミネオが率いたギャングだったともダキーラ一家から派生したとも言われたが、プロファチ一家（現コロンボ一家）の源流となった。

### 禁酒法時代
1920年代、禁酒法は多くのギャングを酒の密輸・密売に走らせた。ニューヨークなど大都市圏はアイルランド系・ユダヤ系・イタリア系など移民出の多国籍ギャングの入り乱れる修羅場と化し、酒の強奪、大衆酒場の奪い合いが日常化した。五大ファミリーのメンバーもほとんど例外なく何らかの形で密輸密売に関わり、レストランや貿易会社を立ち上げて密輸をカムフラージュした。
1920年、モレロが出所した時パレルモ対コルレオーネの争いが再燃し、密輸利権を巡って抗争がエスカレートした。パレルモ系のダキーラ一家（現ガンビーノ一家）はモレロら一味12人に死の宣告を出し、モレロはシチリアに逃れた。反ダキーラの支持集めに奔走したが上手くいかずニューヨークに戻ると、カステランマレーゼのグッドキラーズと水面下で提携し、彼らを使ってダキーラの傀儡ボスなどライバル数人を葬り、勢いを取り戻した。抗争は十数人の死者を出した挙句、第三者の仲裁で終わったが、ダキーラはその後もモレロをコミッションから排除するなど冷戦状態が続いた。
この時、アル・ミネオや出所したモレロら権力者たちの支持を得たジョー・マッセリアがリトルイタリー周辺の密輸ギャングを元に独自の組織を作り、シチリア系だけでなくナポリ系などの非シチリアのイタリアギャングも取り込んで勢力を拡大した（現ジェノヴェーゼ一家）。ダキーラの築いた東海岸一帯のマフィアネットワークに対抗して独自のネットワークを作るなどニューヨークの外でもダキーラと張り合った。マフィアの家系でなかったマッセリアは、他のファミリーのように同郷の血族で固めるシチリア流の組織形成ができず、金稼ぎさえ良ければ自陣に加えた為、組織は怒涛の勢いで膨張した。
1928年10月、ダキーラが殺害され、そのファミリーはモレロ―マッセリア連合に組したアル・ミネオが管轄する形でマッセリアの傘下に入った。マッセリアは、一説にダキーラに代わる「ボスの中のボス」の称号を得た。
ダキーラ暗殺に先立つ1928年7月にはマッセリア傘下のカラブリア系有力ギャング、フランキー・イェールがシカゴの元盟友アル・カポネと対立して殺されており、ダキーラ、イェール亡き後のブルックリンは覇権争いが激化した。マッセリアはイェールの有力部下アンソニー・カルファノを通じてブルックリンの利権を保持し、ライバルギャングを排除した。
南ブルックリンのシチリア勢（プロファチ一家の源流）は、イェールと縄張りが重なっており、カラブリア系ギャングと血の抗争に発展した。プロファチが南ブルックリン勢のボスになるのは1920年代後半で、ブルックリンに定着してからボスになるまでの期間が短いため、周辺の既存勢力にボスとして担がれたとみられた。
ガエタノ・レイナ一家は、モレロを通じてマッセリア傘下になり、プロファチはマッセリアに表立って逆らわずファミリーの基盤作りに注力した。カステランマレーゼ派閥の平和派ボス、コラ・シーロはマッセリアに従順だったが、その要求に耐えきれずに逃亡し、しばらくリーダー不在となった。

## イタリア系統合

### 非シチリア系のイタリアギャング
イタリア南部ナポリ圏やカラブリア出身のギャングは、シチリアギャングと同じく渡米した移民の中から登場し、移民街で独自のコロニーを形成したが、シチリアギャングのような大きな組織勢力にならず、既得権を持つシチリア系に対しそれを持たない非シチリア系が挑戦するという図式があった。1920年代、彼らは定収入の確保を求めてシチリアマフィアに再接近し、同じ利権を共有して提携したり、縄張りをめぐって血の抗争に発展したが、1920年代後半、アルコール密輸を通じたマフィアのシンジケート化を背景にマフィア組織への入会が解禁となり、五大ファミリーに正規メンバー（ソルジャー）として大量に加わった。
マッセリアは早くから非シチリア系イタリア人を傘下に取り込んでいたが、血縁関係もなく地縁的接点もない玉石混交のギャングの集合体と化し、血縁や地縁で結びついた他のファミリーに比べて結束力は弱かった。他のファミリーも結局マッセリアのやり方を真似て、それまで外部協力者だった非シチリア系イタリア人を組織に入れるようになったが、ボスを頂点とするシチリア人の支配構造に変化はなかった。

### ルチアーノの一家継承
マッセリアファミリーは、カステランマレーゼ戦争でモレロやアル・ミネオ、更にマッセリア自身が殺されて有力なシチリア人が舞台から消え、代わって密輸で成り上がった非シチリア人が主導権を握った。彼らは、シチリア人でありながらどのシチリア組織にも属さないローンウルフだったルチアーノをボスに担ぎ上げることで、他の4ファミリーと同格の「シチリアファミリー」の体裁を整え、一家を乗っ取った。ニューヨーク各地のギャングを貪欲に吸収したマッセリアの組織をそのまま継いだ為、組織の規模は五大ファミリーの中で最大となった。
ルチアーノは、アメリカ各都市のギャング勢力（ユダヤ系、アイルランド系を含む）と連携して全米ネットワーク作りを進めた。問題が起こった時にボスが集まって話し合う会議（通称コミッション）は、1900年代、またはそれより早くから存在したが、その伝統に従った。一方でユダヤ系ギャングと合同の執行機関マーダー・インクを作り、プロの殺し屋を雇って殺人行為を規律化した。

### マランツァーノの野望と挫折
マッセリアとの争いを制したコラ・シーロ一家のマランツァーノは、勝利の勢いそのままに五大ファミリーの上に立つ「ボスの中のボス」と宣言したが、抗争相手だったマッセリアの組織をはじめ既存ファミリーには手を付けず、縄張りの分割も行わなかった。
マランツァーノは、マッセリア傘下だったアル・カポネ率いるシカゴ・アウトフィットとも和解し、全米からマフィアを集めてニューヨークやシカゴで集会を開き、マフィアの行動規範を定めた。シチリアマフィアの世界支配という野望をもち、マッセリアの組織を継いだルチアーノを危険分子と見なして武力排除に動いたため、マッセリアの死から半年後の1931年9月、ルチアーノの手下に謀殺され、コラ・シーロ一家はジョゼフ・ボナンノがボスを継いだ。
ファミリーの支配層は従来と同様シチリア勢が中核を占め、ナポリ系・カラブリア系有力者をトップランクに並べたルチアーノ一家は例外的だった。
1931年10月時点：
- ルチアーノ一家（ラッキー・ルチアーノ）　　　旧モレロ、ロモンテ、マッセリア一家　※現ジェノヴェーゼ一家
- ガリアーノ一家（トミー・ガリアーノ）　　　　旧レイナ一家　　※現ルッケーゼ一家
- マンガーノ一家（ヴィンセント・マンガーノ）　旧ダキーラ一家　※現ガンビーノ一家
- プロファチ一家（ジョゼフ・プロファチ）　　　旧アル・ミネオ一家又はダキーラ一家　※現コロンボ一家
- ボナンノ一家（ジョゼフ・ボナンノ） 　　　　　旧コラ・シーロ一家　　※現ボナンノ一家

### マフィアネットワーク
1928年にマフィアが集結した通称クリーヴランド会議が警察に摘発された時、地元のマフィアに混じってニューヨークからジョゼフ・プロファチやヴィンセント・マンガーノらが会議に参加しており、都市横断的なマフィアネットワークの典型とみられた。シチリアネットワークは血縁関係の結び付きや同郷の絆により築かれたが、単なる情報交換以上の意味合いを有し、ジュゼッペ・モレロは偽造紙幣の消化をするため遠距離の協力者を利用した。カステランマレーゼ派閥は抗争発生時に各都市の同郷マフィアから金銭支援や応援部隊の派遣を受けた。マッセリアは血縁コネクションではなく強権的手法でデトロイトやクリーヴランドのマフィアと提携関係を築いたが、ライバルギャングのせん滅と縄張り拡大が目的であった。抗争の調停や紛争解決の手段としてもマフィアネットワークは機能し、カステランマレーゼ戦争さなかの1930年12月にボストンで開催された和平会議（通称ボストンサミット）では、ボストンのガスパール・メッシーナをホスト役にニューヨーク、シカゴ、ピッツバーグなどから中立派マフィアが参集し、抗争終結に向けた調停コミッションが立ち上げられた。

## ファミリーの伸長

### 全米進出
五大ファミリーは、1933年に禁酒法が終わると、酒の密輸で蓄えた富を賭博ビジネスや娯楽産業に注ぎ込んだ。全米各都市のマフィアと縄張りやフリーゾーンを決め、フリーゾーンとなったフロリダやウェストコーストに進出した。1930年半ばニューヨークの司法検察官トーマス・デューイがキャンペーンを張って大々的なマフィア狩りを行った為、市内を拠点としていたファミリーの全米進出を加速させた。賭博ビジネスは国境を越えてキューバやハイチ、バハマに達し、国際化した。1946年から1947年にキューバにマフィアが集結し会議が開かれた（ハバナ会議）。第二次世界大戦では、収監中のルチアーノと政府の密約により連合軍のイタリア上陸やニューヨーク港のスパイ摘発に協力した。戦後、ラスベガスが一躍賭博リゾートに急発展し、この地の賭博ビジネスに戦争前から食い込んでいたニューヨークマフィアに思わぬ恩恵をもたらした。様子見していた全米マフィアはニューヨーク勢の成功を見てラスベガス投資を加速し、娯楽ホテルの建設ラッシュとなった。
1946年、ルチアーノの後継ボスとなったフランク・コステロが、連邦麻薬捜査局FBNから新聞紙面で「麻薬シンジケートの親玉」と名指しで公開非難された時、同紙面には、ニューヨークに5つのイタリア系犯罪グループ（五大ファミリー）が存在し、そのうちの1つのグループのボスがコステロであるとのFBNのコメントが掲載されていたが、五大ファミリーの存在が一般に認知されることはなかった。
地元ニューヨークではガーメント地区（服飾問屋街）や港湾荷役の組合に侵攻し、各産業への影響力を強めた。政治家や警官、判事を賄賂漬けにし、賄賂攻勢はFBI長官やニューヨーク市長に及んだ。1950年代初め、世論の圧力から上院議会が音頭を取り、キーフォーヴァー委員会でイタリア系ユダヤ系組織犯罪が追及されるが、メンバー個人を脱税で検挙するにとどまり、五大ファミリーはおろかマフィア集団の存在すら分からないまま調査は終わり、五大ファミリーはダメージを受けなかった。
五大ファミリーの各ボスは形成期の移民時代を含めて、代々シチリア出身者で占められていたが、1946年にカラブリア系移民のコステロがニューヨークファミリーでは初となる、シチリア出身者以外からのボス就任となった。1951年、同じカラブリア出自のアルバート・アナスタシアがコステロの支援を受けて前任ボスのマンガーノが行方不明のまま半ば強引な形でガンビーノ一家のボスに就任し、非シチリア系ボスの2例目となった。

### 成熟と対立
カステランマレーゼ戦争終結から30年近く、ファミリー単位の大きな抗争は無く、ボスの交代があっても大騒動にならず、比較的平和な時代を享受した。数十年の歳月を経てメンバー構成は、移民中心からアメリカ生まれ世代に変わり、出自が重要視されなくなったが、移民時代以来のマフィア社会のヒエラルキー（階層）を反映した出自の問題は根強く残った。コロンボ一家の内紛のように、既得権を持ったシチリア系ボス（プロファチ）に対して既得権を持たないナポリ系部下（ジョーイ・ギャロ）が反乱を起こすなどシチリア系・非シチリア系の対立は時に先鋭化した。
1950年代後半、ジェノヴェーゼ一家内の権力闘争がヒートアップし、コステロからナポリ系のヴィト・ジェノヴェーゼにボスが交代した。この交代劇を発端としてガンビーノ一家ではクーデター（理髪店の虐殺）によりボスのアナスタシアが殺され、ジェノヴェーゼの支持を得た副ボスのカルロ・ガンビーノがボスに取って代わった。1957年11月、これら二大ファミリー（ジェノヴェーゼ、ガンビーノ）のボス交代を発表するために開かれたアパラチン会議が地元警察の手入れにあい、集結した全米各都市のマフィアメンバーが60人以上拘束された。ジェノヴェーゼやガンビーノら五大ファミリーのボス・幹部も大勢捕まった。全米にまたがる巨大なマフィアネットワークの存在が明るみになった。
続く1960年代は、ジェノヴェーゼの収監によりジェノヴェーゼ一家のプレゼンスが低下する中、ボス同士の提携を強化したボナンノ・プロファチ陣営に対抗する形でガンビーノとトーマス・ルッケーゼが結び付きを強め、2陣営の対立が鮮明化した。プロファチの引退騒動に始まり、コロンボ一家の内紛（ギャロ対プロファチ戦争）を経て、ボナンノ一家の分裂騒動（バナナ戦争）に飛び火した。水面下の駆け引きが常態化し、傀儡ボスを置くなどファミリー間に支配関係が生じ、ボス・ファミリーは互いに対等という従来の思想は崩れた。ファミリー内部においても、膨張した組織の中で、活動の違いによる様々な派閥を生じ、対立や分裂を引き起こした。1960年代半ばには、これらの騒動と混迷に乗じてガンビーノが勢力を伸張し、コミッションを通じて五大ファミリーを主導した。
1963年、ジェノヴェーゼ一家のソルジャーだったジョゼフ・ヴァラキが沈黙の掟を破って組織の内幕を証言し、五大ファミリーの存在、各ファミリーの組織構成や人物名が公に知られることとなった。1961年、ボス（プロファチ）に対するジョーイ・ギャロの一連の造反劇がマスコミの注目を浴びて以来、ヴァラキ証言の浸透と相まって、マフィアの対立抗争へのマスコミ報道が日常化し、ボスの会合であるコミッションもニュースに報じられるようになった。1969年のジョゼフ・ボナンノの引退をもって、1931年当時のボス5人はすべて入れ替わった。
1970年代、五大ファミリー全てに及んだ混乱状態は緩和され、各ファミリーは非合法ビジネスに没頭した。収入源は、賭博や組合から金融詐欺まで多岐にわたり、合法投資を行って不正資金を洗浄した（マネーロンダリング）。特に組合を通じた産業界への影響力は史上空前となった。一方で、FBIなど司法当局の取締りが強化され、各ファミリーは組織防衛に奔走した。

### 入会制限とフロントボス
1950年代、一部のマフィア上層部がマフィアのメンバーシップの切り売りを行なったため、大量の人間が組織に流入し、組織が膨張した。1960年代初めより、FBIが情報収集強化の一環としてマフィアに電話盗聴攻勢を仕掛けたことで機密漏えいが危ぶまれた1960年代はその反動でマフィア入会が厳しく制限され、メンバーシップが裏社会のステイタスと化した。秘密が外に漏れるのを防ぐためメンバー間の伝達手段が巧妙化した。
ヴァラキの暴露以降、当局の追及をはぐらかすため実権のない見せかけのボス（フロントボス）を置き、実際のボスは他の者が務めるという手法が取り入れられ、1970年代には一般化した。この手法は1960年代半ばにトーマス・エボリをフロントボスに据えたジェノヴェーゼ一家がニューヨークでは最初とも言われたが、もっと古くルッケーゼ一家が最初とする説もある
。

## 現代の五大ファミリー
RICO法（組織犯罪対策法）に基づくFBIの主導による組織犯罪対策が開始され、その成果が出始めた1980年代から1990年代に組織の体制はほぼ壊滅状態にあり、隆盛を誇った1970年代半ばまでの面影はもはや存在しない。
現在の五大ファミリーの名前の由来は、ジョゼフ・ヴァラキが1963年に初めて沈黙の掟を破って証言したときのそれぞれのボスの名前であり、以来その名称を使用している。現在の五大ファミリーと過去の主なボスは以下の通り。
- ボナンノ一家 (The Bonanno Crime Family)（旧マランツァーノ一家）
  - ジョゼフ・ボナンノ、カーマイン・ギャランテ等
- コロンボ一家 (The Colombo Crime Family)（旧プロファチ一家）
  - ジョゼフ・コロンボ、カーマイン・ペルシコ等
- ジェノヴェーゼ一家 (The Genovese Crime Family)（旧ルチアーノ一家）
  - フランク・コステロ、ヴィト・ジェノヴェーゼ、フランク・ティエリ、アンソニー・サレルノ、ヴィンセント・ジガンテ等
- ガンビーノ一家 (The Gambino Crime Family)（旧マンガーノ一家）
  - アルバート・アナスタシア、カルロ・ガンビーノ、ポール・カステラーノ、ジョン・ゴッティ等
- ルッケーゼ一家 (The Lucchese Crime Family)（旧ガリアーノ一家）
  - トーマス・ルッケーゼ、アンソニー・コラーロ等

各ファミリーの勢力は時代と共に変動しているが、ある資料では正式組員の数についてジェノヴェーゼ一家とガンビーノ一家が約300人、他の三つのファミリーは約100人前後としている。